# Сенат на Казахстан
Парламентът на Република Казахстан е висш представителен орган на Републиката, който осъществява законодателни функции.
Пълномощията на Парламента започват с откриването на неговата първа сесия и завършват с началото на първата работна сесия на новоизбраня парламент. Парламентът има 2 камари: Сенат и Mажилис, действащи на постоянна основа.
Сенатът избира депутати, представляващи реда на конституционния закон (според двама души от всяка част на града и столицата на Република Казахстан в съвместно заседание на депутати от всички представителни органи на съответната област, град и столица на Републиката). Половината от избраните депутати в Сената се преизбират на всеки три години. Петнадесет депутата в Сената се назначават от Президента на Република Казахстан (от май 2007 г.)
До октомври 1998 г. депутатите в Сената се назначават за срок от 4 години, а от октомври 1998 година – за 6 години. Срокът на мандата на Парламента се определя от срока на мандата на депутатите на Мажилисa на следващото заседание.

## История

### Първо свикване (януари 1996 – ноември 1999)
Мандатът на Първото събрание на Парламента на Република Казахстан (или мандатът на първото свикване на Парламента) започва с откриването на първата сесия на 30 януари 1996 г. и завършва с началото на работата на първата сесия на Второто събрание на Парламента на Републиката.
На изборите през декември 1995 г. са избрани 40 депутати от Сената на Парламента на Република Казахстан – по двама представители от 19 области и столицата на Република Казахстан. Седем от депутатите в Сената са назначени от Президента.
Във връзка с прекратяването на мандата на депутатите в Сената, избрани през 1995 г. за 2 години, на 8 октомври 1997 г. се състоят избори за депутати за срок от 4 години.
В резултат на оптимизацията на областите в републиката са назначени избори в 14 области и в град Алмати.
През октомври 1997 г. в Сената на Парламента са избрани 15 депутати. От тях 11 вече са били депутати в Сената, 4 – избрани за първи път.
По състав на 30 януари 1996 г. сред депутатите в Сената има 4 жени, 4 депутати над 60 години и 43 депутати на възраст от 30 до 60 години. Всички депутати – дипломирани специалисти, в това число 4 доктора и 11 кандидати на науките, 10 юриста, 10 икономиста, 9 инженера и 8 специалиста по селско стопанство. Болшинството от депутатите преди изборите са работели на ръководни длъжности в министерствата и ведомствата на републиката, заместници на акими (кмет) на области, акими на градове и райони на републиката, имали са опит в научнопреподавателската, научноизследователската, творческата дейност, работа в профсъюзи и обществени организации, в предприемаческата, производствената и обществената сфера. Много от депутатите са били избирани в законодателните органи – бивши народни депутати на Казахска съветска социалистическа република, депутати във Върховния съвет на Казахстан – ХII и ХШ събрание.
На 11 февруари 1998 г. се провеждат избори за депутати за Сената на Парламента на Република Казахстан (в град Акмол), във връзка с обявяването на град Акмол за столица на Републиката.

### Второ свикване (декември 1999 – ноември 2004)
Мандатът на Второто събрание на Парламента започва с откриването на първата му сесия на 1 декември 1999 г. и завършва с началото на първата сесия на Третото събрание.
Във връзка с края на мандата на депутатите от Сената, избрани през 1995 г. за 4 години, на 17 септември 1999 г. се състоят избори за депутати в Сената за 6 години. Мандатът на депутатите от Сената, избрани през 1997 г., в съответствие с конституционните норми, продължава до декември 2002 г. във второто събрание.
Във второто събрание в депутатския корпус на Сената на Парламента се запазва приемствеността. Мнозинството от депутатите в Палатата имат опит в законодателната дейност, в производствената, социалната и предприемаческата сфера, в научноизследователната и научнопедагагическата дейност и ръководна работа в обществени организации. Всички депутати са с висше образование, в това число 9 юристи, 7 икономисти, 11 инженери, 7 специалисти в селското стопанство, 5 педагози, политолози, журналисти. Сред депутатите в Сената има 2 академика, 7 доктора на науките, 3 професори, 3 кандидати на науките.

### Трето свикване (ноември 2004 – септември 2007)
Мандатът на Третото събрание на Парламента започва с откриването на първата му сесия на 4 ноември 2004 г. и завършва с началото на първата сесия на Четвъртото събрание.
Във връзка с края на мандата на депутатите от Сената, избрани на 17 септември 1999 г., на 19 август 2005 г. се състоят избори за депутати в Сената. Мандатът на депутатите от Сената, избрани през 2002 г., в съответствие с конституционните норми, продължава до декември 2008 г. в третото събрание.
В депутатския корпус на Третото събрание на Сената средната възраст е 54 години, мъже – 37, жени – 2, всички с висше образование, всеки втори с две или повече висши образования, в това число с техническо образование – 13, с хуманитарно – 18, юристи- 13, икономисти – 6, 1 журналист, 2 лекари, 1 академик, 7 доктора, 4 кандидата на науките, 2 професори. Болшинството от депутатите преди изборите са работели в стопанския сектор, в това число на ръководни длъжности, имали са опит в законодателната дейност, работа в производствената, социалната и предприемаческата сфера, в научноизследователната и научнопедагагическата дейност, в обществени организации.

### Четвърто свикване (септември 2007 – януари 2012)
Мандатът на Четвъртото събрание на Парламента на Казахстан започва с откриването на първата му сесия на 2 септември 2007 г. и завършва с началото на първата сесия на Петото събрание.
В съответствие с промените, въведени в Конституцията на Републиката през май 2007 г., на 29 август 2007 г. с Указ на Президента на страната са назначени още 8 депутати в Сената на Парламента. Мандатът на депутатите от Сената, избрани през 2002 г., продължава в четвъртото събрание до декември 2008 г.
На 4 октомври 2008 г. се състоят следващите избори за депутати за Сената на Парламента на Република Казахстан. Мандатът на депутатите от Сената, избрани през 2005 г., продължава до септември 2011 г.
На 19 август 2011 г. се състоят следващите избори за депутати. На 23 ноември 2011 г. с указ на Президента са назначени 7 депутати с мандат до 2017 година.

## Пето свикване (от януари 2012 г.)
На 15 януари 2012 г. се състоят извънредни избори за депутати в Мажилиса. На 18 януари в Централната избирателна комисия са регистрирани от Националния план за развитие „Нур Отан“ - 83, от ДПК „Ак жол“ – 8, от Комунистическата Народна партия на Казахстан – 7 и от Асамблеята на народа на Казахстан – 9 депутати в Меджлисa.
На 20 януари 2012 г. се състои тържественото откриване на първата сесия на Петото събрание на Парламента на Република Казахстан.
В петото събрание, в съответствие с конституционните норми, мандатът на депутатите, избрани през 2008 и 2011, и назначените с Указа на Президента през 2007 и 2011 г., е продължен.

## Председател на Сената
Председателят на Сената се избира на заседание на Камарата от депутатите в Сената, свободно владеещи официалния държавен език, на тайно гласуване на болшинството от гласуващите (от общия брой) депутати в Камарата. Кандидатурата на длъжността на Председателя се издига от Президента на Републиката.
Кандидатът за Председател има право на встъпление до 10 минути, след това останалите депутати имат право да задават въпроси, да изказват мнение относно кандидатурата, да агитират „за“ или „против“ издигнатата кандидатура. На кандидат-председателя се отделят до 15 минути, за да отговори на въпросите на депутатите. За обсъждане на кандидатурата се отделят до 20 минути. Обсъждането се прекратява по решение на Сената, с изтичане на времето или по предложение на депутатите.
Издигнатата кандидатура на длъжността Председател на Сената на Парламента, внесена в бюлетини за тайно гласуване, се оповестява от председателстващия. За включване на кандидата в бюлетина за гласуване се приема постановление на болшинството гласове в Сената от общия брой депутати в Камарата.
За провеждане на тайно гласуване и определяне на резултата, Камарата избира Изборна комисия от 5 души от депутатите в Сената. За избирането ѝ Камарата приема постановление с болшинство на гласовете от общия брой депутати в Сената. Изборната комисия избира от състава си председател и секретар. Бюлетините се изготвят под контрола на Изборната комисия по форма и определено количество. Бюлетините за тайно гласуване трябва да съдържат необходимата за гласуването информация. Времето и мястото за гласуване, както и начинът на неговото провеждане се определят от Изборната комисия и се обявяват от председателя ѝ. Попълването на бюлетините от депутатите се извършва в кабина за тайно гласуване. За недействителни се считат бюлетините с неустановена форма. Добавените фамилии към бюлетините не се броят.
Изборната комисия съставя протокол за резултатите, който се подписва от всички нейни членове. Член на Сената, който е отсъствал по време на гласуването, няма право да изразява мнение по-късно.
Кандидатът е избран за председател на Сената, ако при тайното гласуване е получил мнозинството от гласовете от общия брой на членовете на парламента. Внасянето на нова кандидатура се осъществява от президента на републиката, вместо отказаната от Сената. За избора на председател на Сената, Камарата приема резолюция, подписана от председателя на събранието.
След избирането му председатателят на Сената:
- свиква заседанията и ги председателства;
- осъществява общото ръководство по подготовката на въпросите, внесени за разглеждане в Сената;
- номинира кандидати на пленарната зала в избори за заместник-председател на камарата и разпределя задълженията между тях;
- обезпечава регламента на Сената;
- е ръководен координиращ орган на Сената;
- представя на камарата кандидатурите за назначение;
- подписва актовете, издадени от Сената;
- представя на Сената кандидатурите за назначение на членовете на Конституционния съвет, двамата члена на Централната избирателна комисия и тримата члена на Сметната палата;
- разработва проектите за дневния ред за следващото заседание на Сената;
- свиква извънредни заседания; внася за разглеждане законопроекти, одобрени от Мажилиса;
- изпраща за подпис на президента одобрен закон от сената;
- представлява Сената на Парламента в отношенията му с органите на Република Казахстан, гражданските сдружения, както и с парламентите на чужди страни;
- внася заедно с председателя на Мажилис предложение към президента на република Казахстан за свикване на извънредно съвместно заседание на Палатата;
- получава за разглеждане писма, жалби и други граждански молби към апарата/работата на палата, обръщения към органите на републиката, обществените асоциации, а също така и гражданите по законодателните въпроси, след което ги предава за одобрение на комитета;
- разрешава други детайлни въпроси по организацията на дейностите на сената, в съответствие със сегашния регламент и други нормативни разпоредби.

Председателят на сената се ползва с правото на решаващ глас, в случай че гласовете в сената са разделени по равно. По свое усмотрение/компетентност председателят на сената издава разпореждания.
Председателят на Сената може да бъде отзован от длъжност, също така има и право да подаде оставка, ако за това са гласували болшинството от депутатите на Сената.
Въпросът за освобождаване от длъжността „председател“ се разглежда от сената след лично обръщение на Президента на Република Казахстан към председателя на сената.

## Заместник-председател на Сената
Заместник-председателят на Сената се избира на заседание на Сената измежду членовете на Камарата на открито гласуване, от председателя на Сената.
Кандидатът за поста на заместник-председател на Сената има право да се яви пред състав. Времето за изказване е до 10 минути. След изказването на кандидата депутатите могат да задават въпроси, да изразяват своето мнение относно кандидата и кампанията („за“ или „против“). Кандидатът има ограничено време (до 15 минути), за да отговаря на въпросите на народните представители.
Обсъждането на кандитатурите се прекратява с решение на Сената, в края на определеното време или по предложение на депутатите. В случай, че кандидатът за поста на заместник-председател на Сената не получи необходимия брой гласове, председателят на Сената издига нова кандидатура за гласуване и обсъждане. Заместник-председателят на Сената може да бъде освободен от длъжност с решение на Сената, с мнозинство от общия брой на членовете на Сената. Въпросът за освобождаване от поста се разглежда по предложение на председателя на Сената, по лично заявление на заместник-председателя на сената.
Заместник-председателят на Сената работи под ръководството на председателя на Сената, изпълнява функциите на председателя в негово отсъствие или при невъзможност да изпълнява задълженията си, изпълнява и други задължения по вътрешните правила на Сената, в съответствие с настоящия регламент.

## Формиране и организация на дейността

### Бюро на Сената
Бюрото на Сената е координиращият орган на Сената. Формира се от председателя на Сената. Бюрото се състои от заместник-председателя на Сената и председателите на постоянните комисии на Сената.
Бюрото на Сената:
- координира работата на комисиите и комитетите на Сената;
- подготвя за Сената представяне на предложения за приоритетно разглеждане на законопроекти и други решения, внася за разглеждане предложения за делегиране на депутатите в Сената, в международни организации и парламентарни органи и подновява членството на делегираните;
- оказва съдействие в организацията на съвместната работа на комитетите по въпроси от компетентността на няколко комисии;
- приема решения от проведените парламентарни изслушвания (от постоянните комисии на Сената);
- утвърждава структурата и персонала на Службата на Сената, предприема и други действия, в рамките на тяхната компетентност;
- назначава, измежду депутатите, служители и експерти-представители на Сената в тези органи (където в Сената действа като ищец или ответник);
- организира работата с гражданите, по предложение на съответните комисии на Палатата;
- одобрява състава на работните групи по изготвянето на законопроекти;
- регистрира парламентарни групи, но регистрацията се извършва по ред и единствено за информационна цел;
- създава консултативни и съвещателни органи и одобрява правилата за тях;
- решава и други въпроси по организацията на Сената, не се отнася за конституционните закони на Република Казахстан, както и статута на нейните депутати.

Бюрото на Сената в рамките на своята компетентност приема решения, които имат право да анулират Сената на парламента.
При заседание на Бюрото на Сената председателят на Сената се свиква само при необходимост. Информира се Сената за времето и дневния ред на заседанията.
Заседанията на Бюрото на Сената са правомощни само в присъствието на най-малко две трети от общия брой на членовете му.
Решение на Бюрото се приема, ако за него са гласували мнозинството от членовете. В случай на равен брой гласове, председателят на Камарата има решаващ глас.
На заседание на Бюрото на Сената имат право да присъстват депутати на Сената, представители на: Президента, Правителството, Парламента, други лица, поканени да присъстват на заседанията на бюрото.
Инициаторът на внесените дела до Службата на Сената подготвя необходимите материали, съгласно списък, одобрен от Службата на Сената, като те трябва да бъдат предоставени на Службата на Сената не по-късно от три дни преди заседанието на Бюрото на Сената.
Въпросите, на които материалите не са в пълен обем, не са включени в дневния ред.
За разглежданите от Бюрото на Сената въпроси и решения се съобщава на депутатите, а заседанието на Бюрото оформя протокол. Стенография на заседанията се прави само при необходимост.
Документи за доразглеждане от Бюрото на Сената се доразработват в рамките на два дни, от инициатора на въпроса.
По поръчка на Бюрото апаратът на сената обезпечава депутатите с документи, приети от Сената и Парламента, както и разпространява официално информационни и справочни материали на Парламента и неговите органи, други публични органи и обществени сдружения.

### Депутатски обединения
Депутатите в Сената първо създават депутатски обединения във вид на депутатски групи, изключение са групите за партийна принадлежност. Депутатската група е обединение на депутатите за осъществяване на пълномощията. В състав, депутатската група е длъжна да бъде не по-малко от 15 души. Регистрираните депутатски обединения в бюрото на Сената, информират председателя за своите решения. Регистрацията им се осъществява в бюрото на Сената. В случай на оттегляне на депутат от обединението (и ако в състава са налични по-малко членове, отколкото са необходими за регистрация), това депутатско обединение прекратява дейността си (с постановление на Бюрото).
Депутат, прехвърлил членството си към друга група, е длъжен да информира Бюрото на Сената в десетдневен срок, къде е бил регистриран преди и къде се прехвърля.
"Өңіr" („Регион“) е единствената регистрирана и функционираща парламентарна група в Сената. Тя е доброволно сдружение на депутатите. Основната цел на групата е да насърчи регионалното развитие. В съответствие с дългосрочната стратегия „Казахстан-2030“ една от основните цели на правителството са въпросите за регионалното развитие. Световният опит показва, че с оглед на различията – географско разположение, климатични условия, демографията, историята на развитие и други фактори – регионите имат различни нива на социално-икономическо развитие. Следователно всяка държава се стреми да подобри качеството на живот в регионите – да създаде регионална политика, насочена към повишаване на нивото на тяхното развитие. Парламентарната група има за цел да съдейства за ефективното и хармонично развитие на региона, чрез разработване на препоръки за подобряване на мониторинга на законодателството в областта на регионалното развитие и взаимодействие с членовете на маслихатите (местни представителни органи).

## Участие в международни организации
- Парламентарна асамблея, Организация за безопасност и сътрудничество в Европа (OSCE PA)
- Парламентарна асамблея на Съвета на Европа (PACE)
- Междупарламентарен съюз (IPU)
- Парламентарна асамблея на Организацията на Северноатлантическия съюз (NATO PA)
- Общността на независимите държави (ОНД)
- Евроазиатска икономическа общност (IPA EurAsEC);
- Парламентарна асамблея на Организацията за колективна сигурност (PA CSTO)
- Организация за ислямско сътрудничество
- Азиатски форум на парламентаристите, относно преброяването на населението и развитието
- Азиатска парламентарна асамблея
- Парламентарна асамблея на тюркскоговорещите страни
- Комитет на парламентарно сътрудничество „Република Казахстан – Европейски съюз“